# Cerro Pelado
Cerro Pelado är ett berg i Costa Rica.   Det ligger i provinsen Guanacaste, i den västra delen av landet, 110 km väster om huvudstaden San José. Toppen på Cerro Pelado är 635 meter över havet.
Terrängen runt Cerro Pelado är huvudsakligen kuperad, men åt sydväst är den platt. Runt Cerro Pelado är det ganska glesbefolkat, med 24 invånare per kvadratkilometer. Närmaste större samhälle är Cañas, 11,3 km nordväst om Cerro Pelado. Omgivningarna runt Cerro Pelado är en mosaik av jordbruksmark och naturlig växtlighet.